# Campeonato Sul-Americano de Atletismo de 1965
O Campeonato Sul-Americano de Atletismo de 1965 foi a 23ª edição do evento, organizado pela CONSUDATLE entre os dias 8 a 16 de maio na cidade do Rio de Janeiro, no Brasil. 

## Medalhistas

### Masculino
| Evento                      | Ouro                         | Ouro    | Prata                          | Prata   | Bronze                            | Bronze  |
| --------------------------- | ---------------------------- | ------- | ------------------------------ | ------- | --------------------------------- | ------- |
| 100 metros                  | Iván Moreno · Chile          | 10.4    | Héctor Thomas · Venezuela      | 10.5    | Manuel Planchart · Venezuela      | 10.7    |
| 200 metros                  | Carlos Baron · Chile         | 21.6    | Hortensio Fucil · Venezuela    | 21.6    | Iván Moreno · Chile               | 21.9    |
| 400 metros                  | Víctor Maldonado · Venezuela | 47.5    | Pedro Grajales · Colômbia      | 47.5    | Andrés Calonge · Argentina        | 48.4    |
| 800 metros                  | Leslie Mentor · Venezuela    | 1:54.5  | Jorge Grosser · Chile          | 1:55.1  | José Azevedo · Brasil             | 1:55.3  |
| 1 500 metros                | Tharso de Andrade · Brasil   | 3:53.9  | Albertino Etchechury · Uruguai | 3:54.1  | Domingo Amaisón · Argentina       | 3:54.5  |
| 5 000 metros                | Domingo Amaisón · Argentina  | 14:46.5 | Mario Cutropia · Argentina     | 14:49.9 | Ricardo Vidal · Chile             | 14:53.8 |
| 10 000 metros               | Mario Cutropia · Argentina   | 31:39.1 | Domingo Amaisón · Argentina    | 32:01.0 | Ricardo Vidal · Chile             | 32:11.0 |
| Maratona                    | Ricardo Vidal · Chile        | 2:38:15 | Dorival Silva · Brasil         | 2:38:23 | Domingo Amaisón · Argentina       | 2:40:13 |
| 110 metros barreiras        | Carlos Mossa · Brasil        | 15.2    | Guillermo Vallanía · Argentina | 15.3    | Hernando Arrechea · Colômbia      | 15.7    |
| 400 metros barreiras        | Víctor Maldonado · Venezuela | 51.5    | Juan Carlos Dyrzka · Argentina | 52.0    | José Cavero · Peru                | 52.5    |
| 3.000 metros com obstáculos | Domingo Amaisón · Argentina  | 9:03.0  | Albertino Etchechury · Uruguai | 9:07.5  | Sebastião Mendes · Brasil         | 9:22.2  |
| 4×100 metros estafetas      | Brasil                       | 41.2    | Venezuela                      | 41.3    | Colômbia                          | 41.6    |
| 4×400 metros estafetas      | Venezuela                    | 3:14.5  | Brasil                         | 3:15.9  | Argentina                         | 3:17.3  |
| Salto em altura             | Eleuterio Fassi · Argentina  | 1.97    | Roberto Abugattás · Peru       | 1.97    | Carlos Colchado · Peru            | 1.91    |
| Salto à vara                | Erico Barney · Argentina     | 4.25    | Parmenio Restrepo · Colômbia   | 3.95    | Maurício de Souza · Brasil        | 3.90    |
| Salto em comprimento        | Iván Moreno · Chile          | 7.29    | Héctor Thomas · Venezuela      | 7.24    | José Telles da Conceição · Brasil | 7.06    |
| Salto triplo                | Nelson Prudêncio · Brasil    | 14.96   | Mário Gomes · Brasil           | 14.87   | Juan Ivanovic · Chile             | 14.53   |
| Arremesso de peso           | José Jacques · Brasil        | 15.61   | Luis Di Cursi · Argentina      | 15.29   | Mario Peretti · Argentina         | 15.00   |
| Lançamento de disco         | João Alexandre · Brasil      | 48.25   | Dieter Gevert · Chile          | 48.15   | Dagoberto González · Colômbia     | 48.04   |
| Lançamento do martelo       | Roberto Chapchap · Brasil    | 56.62   | José Vallejo · Argentina       | 54.94   | Marcelino Borrero · Colômbia      | 51.46   |
| Lançamento do dardo         | Ian Barney · Argentina       | 66.43   | Patricio Etcheverry · Chile    | 64.45   | Jesús Rodríguez · Venezuela       | 64.28   |
| Decatlo                     | Héctor Thomas · Venezuela    | 6555    | Roberto Caravaca · Venezuela   | 6028    | Renato Renk · Brasil              | 5486    |

### Feminino
| Evento                  | Ouro                         | Ouro  | Prata                        | Prata | Bronze                     | Bronze |
| ----------------------- | ---------------------------- | ----- | ---------------------------- | ----- | -------------------------- | ------ |
| 100 metros              | Marta Buongiorno · Argentina | 12.2  | Erica da Silva · Brasil      | 12.4  | Emilia Dyrzka · Argentina  | 12.5   |
| 200 metros              | Marta Buongiorno · Argentina | 25.3  | Erica da Silva · Brasil      | 25.6  | Ada Brener · Argentina     | 25.7   |
| 80 metros com barreiras | Emilia Dyrzka · Argentina    | 11.6  | Carlota Ulloa · Chile        | 12.0  | Marisol Massot · Chile     | 12.1   |
| 4×100 metros estafetas  | Brasil                       | 47.7  | Argentina                    | 47.9  | Chile                      | 49.0   |
| Salto em altura         | Maria da Conceição · Brasil  | 1.69  | Aída dos Santos · Brasil     | 1.66  | Irenice Rodrigues · Brasil | 1.51   |
| Salto em comprimento    | Carlota Ulloa · Chile        | 5.53  | Alicia Kaufmanas · Argentina | 5.38  | Edir Ribeiro · Brasil      | 5.28   |
| Arremesso de peso       | Norma Suárez · Argentina     | 12.93 | Miriam Yutronic · Chile      | 12.38 | Eliana Bahamondes · Chile  | 12.25  |
| Lançamento de disco     | Miriam Yutronic · Chile      | 45.33 | Odete Domingos · Brasil      | 39.92 | Isolina Vergara · Colômbia | 39.73  |
| Lançamento do dardo     | Kiyomi Nakagawa · Brasil     | 41.51 | Delia Vera · Peru            | 40.76 | Rosa Molina · Chile        | 40.23  |

## Quadro de medalhas
| Ordem | País      | Medalha de ouro | Medalha de prata | Medalha de bronze | Total |
| ----- | --------- | --------------- | ---------------- | ----------------- | ----- |
| 1     | Argentina | 10              | 8                | 7                 | 25    |
| 2     | Brasil    | 10              | 7                | 7                 | 24    |
| 3     | Chile     | 6               | 5                | 8                 | 19    |
| 4     | Venezuela | 5               | 5                | 2                 | 12    |
| 5     | Colômbia  | 0               | 2                | 5                 | 7     |
| 6     | Peru      | 0               | 2                | 2                 | 4     |
| 7     | Uruguai   | 0               | 2                | 0                 | 2     |

Legenda
| Recorde mundial       | Recorde mundial (World record)               |                       | Recorde africano                      | Recorde africano (African) |                                           | Q | Classificado por posição (Qualified) |
| Recorde do campeonato | Recorde do campeonato (Championship record)  | Recorde da América    | Recorde da América (Americas)         | q                          | Classificado por melhor tempo (Qualified) |   |                                      |
| Melhor marca do ano   | Melhor marca do ano (World leading)          | Recorde asiático      | Recorde asiático (Asian)              | DNS                        | Não largou (Did not start)                |   |                                      |
| Recorde nacional      | Recorde nacional (National record)           | Recorde europeu       | Recorde europeu (European)            | DNF                        | Não terminou (Did not finish)             |   |                                      |
| Recorde pessoal       | Recorde pessoal do atleta (Personal best)    | Recorde da Oceania    | Recorde da Oceania (Oceania)          | DSQ / DQ                   | Desclassificado (Disqualified)            |   |                                      |
| Recorde da temporada  | Recorde da temporada do atleta (Season best) | Recorde sul-americano | Recorde sul-americano (South America) | NM                         | Sem marca (No mark)                       |   |                                      |